# Rue de Hanovre
La rue de Hanovre est une voie du 2e arrondissement de Paris, en France.

## Situation et accès
La rue de Hanovre est une voie publique située dans le 2e arrondissement de Paris. Elle débute au 17, rue de Choiseul et se termine au 26, rue Louis-le-Grand.

## Origine du nom
Le nom lui vient du pavillon de Hanovre, que le maréchal de Richelieu fit construire sur le boulevard, avec le produit des contributions qu’il avait fait lever sur le pays de Hanovre, lors de la guerre de 1756 à 1757.

## Historique
La partie comprise entre les rues de Choiseul et de La Michodière a été formée vers l’année 1780. Elle est indiquée sur le plan de Verniquet, mais sans dénomination.
La seconde partie, jusqu’à la rue Louis-le-Grand, est ouverte en 1795 sur les terrains de l’hôtel de Richelieu acquis par le citoyen Chéradame (arrêté de la Commission des travaux publics du 17 vendémiaire an III (8 octobre 1794). En 1795, on la désignait sous le titre « rue projetée Choiseul ».
Le 1er septembre 1914, durant la première Guerre mondiale, la rue de Hanovre est bombardée par un raid effectué par des avions allemands.

## Bâtiments remarquables et lieux de mémoire
- No 6 : bâtiment construit par François-Adolphe Bocage en 1907-1908.
- No 8 : en 1961, la couturière Madeleine de Rauch aide le jeune Yves Saint Laurent — qui cherche en urgence un atelier provisoire afin de préparer sa première collection — et lui trouve, 8 rue de Hanovre, les ateliers inoccupés de Manguin, maison de couture récemment fermée[2],[3].

## Pour approfondir